# كونية روسية
الكونية الروسية أو الكونية هي حركة فلسفية وثقافية ظهرت في روسيا في مطلع القرن التاسع عشر، ومرة أخرى في بداية القرن العشرين. في بداية القرن العشرين، كان هناك اندفاع من البحث العلمي في السفر بين الكواكب، مدفوعًا إلى حد كبير بكتاب الخيال مثل جول فيرن وهربرت جورج ويلز بالإضافة إلى الحركات الفلسفية مثل الكونية الروسية.